# Curtara formosa
Curtara formosa är en insektsart som beskrevs av Luci B. N. Coelho 1993. Curtara formosa ingår i släktet Curtara och familjen dvärgstritar. Inga underarter finns listade i Catalogue of Life.